# Протопопівський заказник
Протопо́півський зака́зник — геологічний заказник місцевого значення в Україні. Об'єкт природно-заповідного фонду Харківської області. 
Розташований на території Балаклійського району Харківської області, в селі Протопопівка.
Площа — 14,6 га. Статус присвоєно згідно з рішенням облради від 17.11.1998 року. Перебуває у віданні: СТОВ «Протопопівське». 
Статус присвоєно для збереження рідкісних для Харківської області відкладів верхнєюрських порід (оолітовий вапняк).

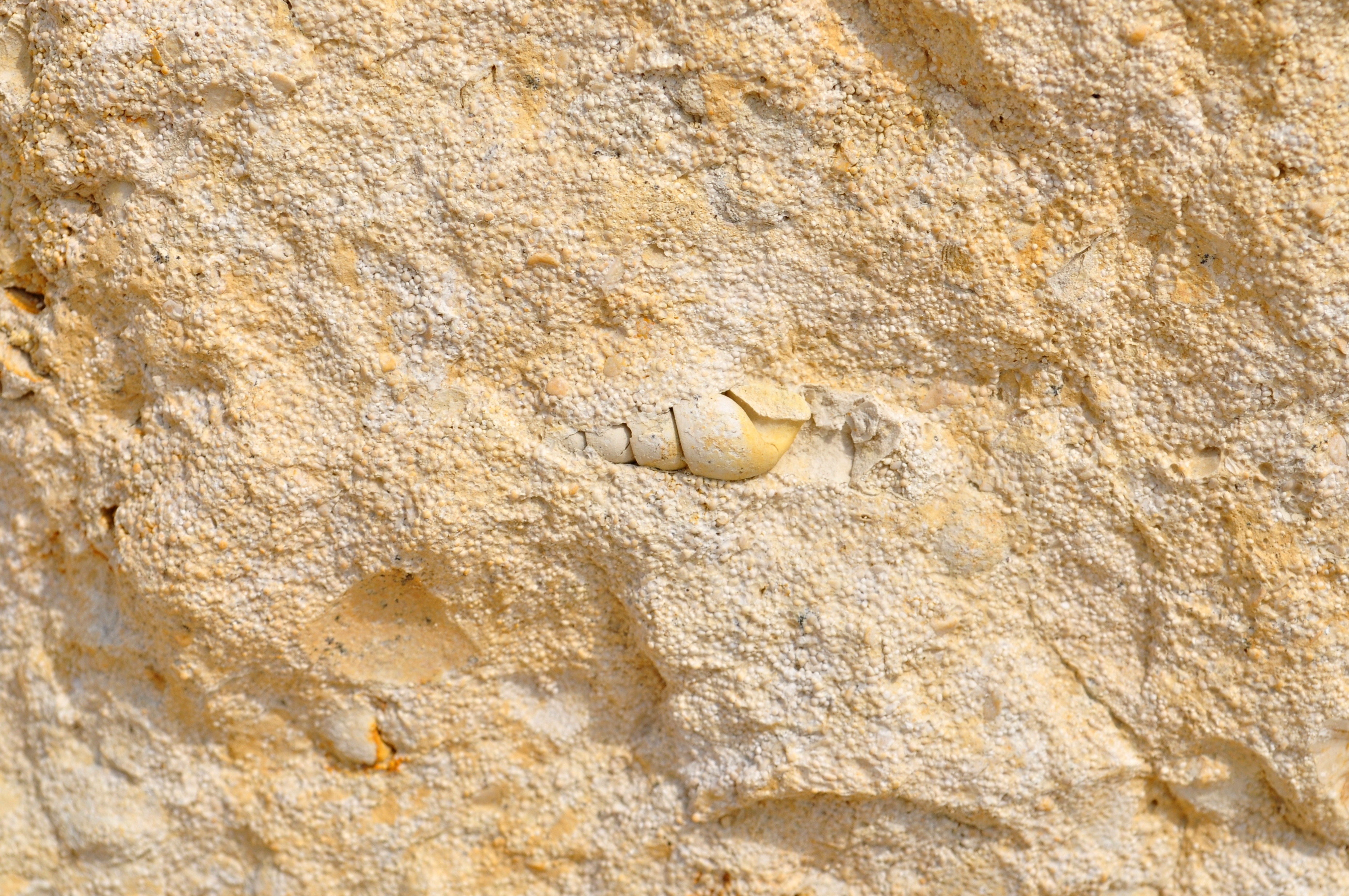
Раковина скам'янілого викопного молюска в юрському вапняку